# Latín eclesiástico

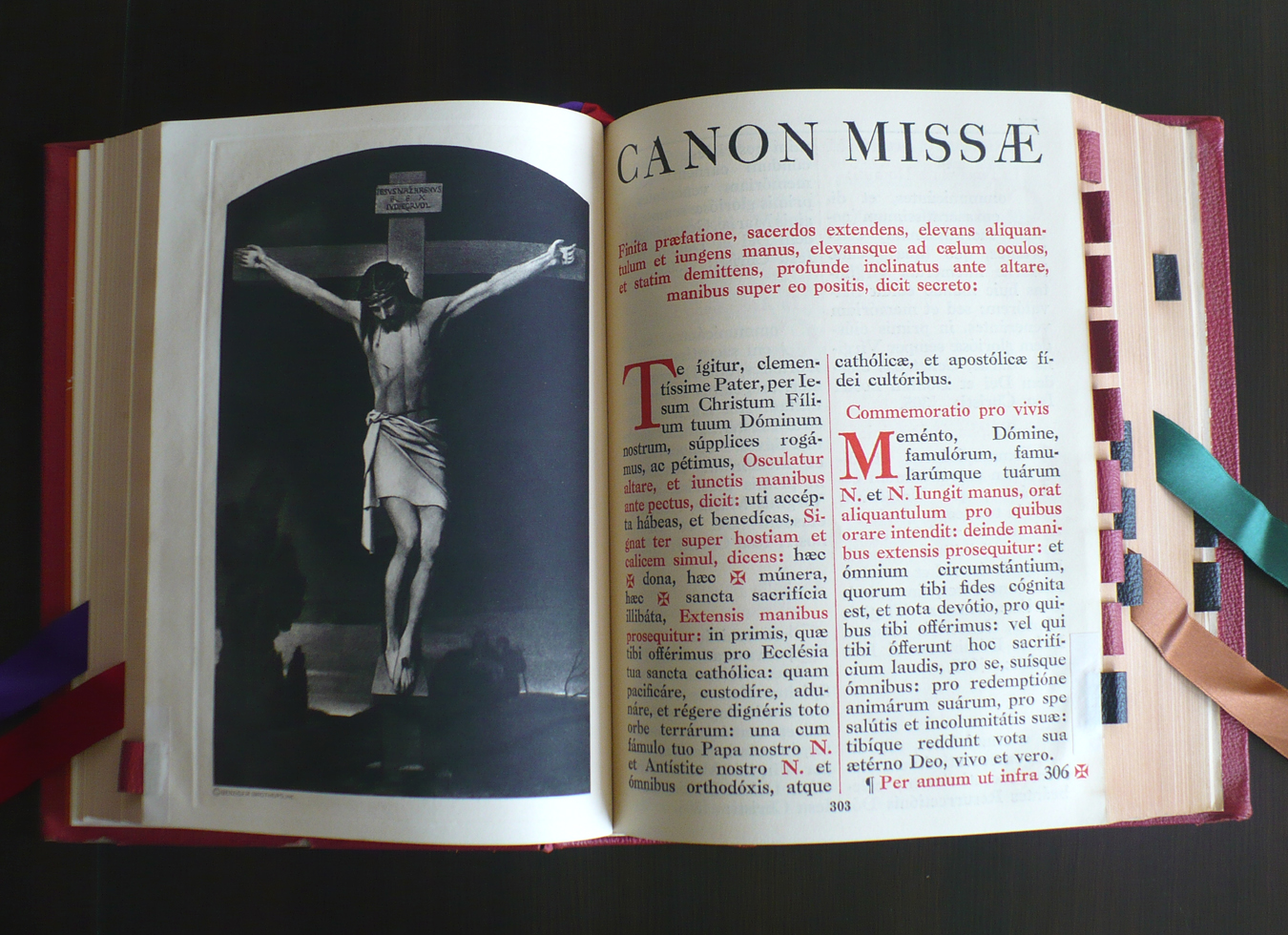
El uso del latín eclesiástico en el misal romano tradicional.

El latín eclesiástico, también llamado latín litúrgico (Lingua Latina ecclesiastica) es la denominación que se da al latín tal como es usado en los documentos de la Iglesia católica, en la liturgia latina y en los escritos teológicos escritos en latín. Es una forma de latín que se desarrolló para tratar el pensamiento cristiano de la Antigüedad tardía y se usó en la liturgia cristiana, la teología y la administración eclesiástica hasta la actualidad, especialmente en la Iglesia Católica. Incluye palabras del latín vulgar y del latín clásico (así como del griego y el hebreo) reutilizadas con un significado cristiano. Es menos estilizado y rígido en su forma que el latín clásico, compartiendo vocabulario, formas y sintaxis, al mismo tiempo que incorpora elementos informales que siempre existieron en el idioma pero que fueron excluidos por los autores literarios del latín clásico.

## Características
Su pronunciación fue parcialmente estandarizada a finales del siglo VIII durante el Renacimiento carolingio como parte de las reformas educativas de Carlomagno. Esta nueva pronunciación, letra por letra, se utilizaba en Francia e Inglaterra y fue adoptada en la Península ibérica e Italia un par de siglos después. Con el tiempo, la pronunciación se diversificó según el idioma vernáculo local, dando lugar a formas divergentes, como la pronunciación tradicional del latín en inglés, que hoy en día se ha abandonado en gran medida para la lectura de textos en latín. En la Iglesia Católica y en algunas iglesias protestantes, como la Iglesia Anglicana, una pronunciación basada en la fonología italiana moderna, conocida como latín italianizante, se ha vuelto común desde finales del siglo XIX.
El latín eclesiástico es el idioma de los ritos litúrgicos en la Iglesia latina, así como en el rito occidental de la Iglesia ortodoxa oriental. Ocasionalmente, también se utiliza en las liturgias de la Iglesia anglicana y de la Iglesia luterana. Hoy en día, el latín eclesiástico se emplea principalmente en documentos oficiales de la Iglesia Católica, en la Misa tridentina, y sigue siendo aprendido por el clero.
El latín eclesiástico utilizado en obras teológicas, ritos litúrgicos y proclamaciones dogmáticas varía en estilo: es sintácticamente simple en la Biblia Vulgata, hierático (muy sobrio) en el Canon romano de la misa, conciso y técnico en la Summa Theologica de Santo Tomás de Aquino, y ciceroniano (sintácticamente complejo) en la encíclica Fides et Ratio de Juan Pablo II.
Las principales diferencias respecto al latín clásico se encuentra en su  pronunciación, en la introducción de neologísmos, y en el significado peculiar (idiotismos) que se da a algunos términos latinos, especialmente lo que hacen referencia a las ceremonias religiosas de la Antigua Roma.
- La pronunciación del latín eclesiástico sigue en términos generales el del latín vulgar hablado en Roma tras la caída del Imperio romano en el s. iv; de hecho coincide con la del italiano actual.[7] Por ejemplo.
  - c que en latín clásico suele tener el valor fonético de [k] y en el latín eclesial: ante la e y la i el de [ʧ] –ch española–; ante las demás vocales mantiene la forma [k].
  - g ante e y ante i tiene el valor del fonema [d͡ʒ]; con las demás vocales, el valor [g].
  - v que muchas veces en latín clásico corresponde al fonema u (i.e.: veritas en latín clásico suena "uéritas", mientras que en latín eclesiástico se pronuncia con v).
  - Los diptongos ae y oe, escritos frecuentemente como æ y œ tienen el sonido de ē (e larga).
- Neologismos e idiotismos.
  - Incluye tanto palabras nuevas para significar realidades que no estaban presentes en la Edad Antigua, como conceptos introducidos para referirse a las verdades de la fe cristiana, o a su explicación teológica, para ello a veces latiniza términos griegos o hebreos.[6]
  - Especialmente en los documentos pontificios, por ejemplo en las encíclicas, se utilizan términos latinos utilizados en el culto religioso de la antigua Roma, desligándolos de su significado original. Así, "auspicio" o "augurio" dejan de suponer el resultado de una adivinación religiosa para indicar meramente que se patrocinan unos hechos o el anuncio de unas circunstancias.[8]

## Historia

### Antigüedad tardía
El uso del latín en la Iglesia comenzó a finales del siglo IV, con la división del Imperio romano tras el emperador Teodosio en 395. Antes de esta división, el griego era la lengua principal de la Iglesia (el Nuevo Testamento fue escrito en griego y la Septuaginta, una traducción griega de la Biblia hebrea, era de uso común entre cristianos y judíos helenizados), así como la lengua de la mitad oriental del Imperio romano. Tras la división, los primeros teólogos como Jerónimo tradujeron textos griegos y hebreos al latín, el idioma dominante en la parte occidental del Imperio. La pérdida del griego en la parte occidental y del latín en la parte oriental del Imperio romano no fue inmediata, pero cambió la cultura lingüística y el desarrollo de la Iglesia. Lo que diferencia especialmente al latín eclesiástico del latín clásico son las consecuencias de su uso como lengua de traducción, ya que ha tomado y asimilado construcciones y vocabulario del griego koiné, adaptando los significados de algunas palabras latinas a los de los originales griegos, que a veces son traducciones de originales hebreos.

### Edad Media
Al principio no había distinción entre el latín y el vernáculo romance, siendo el primero simplemente la forma escrita tradicional del segundo. Por ejemplo, en la España del siglo IX, saeculum era la forma correcta de escribir [sjeɡlo], que significaba ‘siglo’. El escritor no lo habría leído en voz alta como /sɛkulum/ más de lo que un hablante de inglés moderno pronunciaría knight como */knɪxt/.
La versión hablada del latín eclesiástico se creó más tarde durante el Renacimiento Carolingio. El erudito inglés Alcuino, encargado por Carlomagno de mejorar los estándares de la escritura latina en Francia, prescribió una pronunciación basada en una interpretación bastante literal de la ortografía latina. Por ejemplo, en un cambio radical con respecto al sistema tradicional, una palabra como viridiarium (huerto) debía leerse en voz alta tal como se escribía, en lugar de */verdʒjær/ (posteriormente vergier en francés antiguo). Las reformas carolingias pronto llevaron el nuevo latín de la Iglesia desde Francia a otras tierras de habla romance.

### Reforma protestante
El uso del latín en la Iglesia occidental continuó en el período moderno temprano. Uno de los principios de Martín Lutero durante la Reforma era tener los servicios y textos religiosos en la lengua común, en lugar del latín, un idioma que en ese momento muchos no entendían. Los protestantes se abstuvieron de usar el latín en los servicios, aunque el clero protestante tenía que aprender y comprender el latín, ya que era la lengua de la enseñanza superior y el pensamiento teológico hasta el siglo XVIII. Después de la Reforma, en las iglesias luteranas, «el latín se conservó como lengua de la misa para los días de semana, aunque para el sabbat del domingo se debía decir la Deutsche Messe. En Ginebra, entre las iglesias reformadas, las personas llamadas ante el consistorio para demostrar su fe respondían recitando el Paternoster, el Ave María y el Credo en latín». En la Iglesia Anglicana, el Libro de Oración Común se publicó en latín junto con el inglés. John Wesley, fundador de las iglesias metodistas, «usó textos en latín en escritos doctrinales», al igual que Martín Lutero y Juan Calvino en su época. En la formación del clero protestante en Wurtemberg y Renania, las universidades instruían a los estudiantes de teología en latín y sus exámenes se realizaban en este idioma. La Universidad de Montauban, de auspicio reformado, requería que los seminaristas completaran dos tesis, una de ellas en latín; así, los ministros reformados eran «latinistas por formación», comparables a los seminaristas católicos.

### Uso moderno en la Iglesia Católica
El latín eclesiástico sigue siendo el idioma oficial de la Iglesia Católica. El Concilio Vaticano II (1962–1965) decretó que la misa se traduciría a las lenguas vernáculas. La Iglesia produce textos litúrgicos en latín, que sirven de referencia única para las traducciones a otros idiomas. Lo mismo ocurre con los textos de derecho canónico. El papa Benedicto XVI dio su inesperado discurso de renuncia en latín.
La Santa Sede ha redactado documentos en lenguas modernas durante siglos, pero el texto oficial, publicado en el Acta Apostolicae Sedis, suele ser en latín. Algunos textos se publican inicialmente en una lengua moderna y luego se revisan según una versión en latín (editio typica) tras su publicación. Por ejemplo, el Catecismo de la Iglesia Católica fue redactado y publicado en 1992 en francés. La versión en latín apareció cinco años después, en 1997, y el texto en francés fue corregido para coincidir con la versión en latín, que se considera la oficial. El departamento de lengua latina de la Secretaría de Estado del Vaticano (anteriormente Secretaria brevium ad principes et epistolarum latinarum) se encarga de preparar en latín los documentos papales y de la curia. A veces, el texto oficial se publica en una lengua moderna, como el conocido edicto Tra le sollecitudini (1903) de Pío X (en italiano) y Mit brennender Sorge (1937) de Pío XI (en alemán).

## Comparación con el latín clásico
En muchos países, quienes hablan latín para propósitos litúrgicos o eclesiásticos usan la pronunciación tradicional en Roma, dando a las letras el valor que tienen en el italiano moderno, pero sin distinguir entre las ⟨e⟩ y ⟨o⟩ abiertas y cerradas. Las letras ⟨ae⟩ y ⟨oe⟩ se pronuncian como ⟨e⟩. Las letras ⟨c⟩ y ⟨g⟩ antes de ⟨ae⟩, ⟨oe⟩, ⟨e⟩, ⟨y⟩ e ⟨i⟩ se pronuncian como /t͡ʃ/ (como la ⟨ch⟩ en inglés) y /d͡ʒ/ (como la ⟨j⟩ en inglés), respectivamente. La combinación ⟨ti⟩ seguida de una vocal se pronuncia generalmente /tsi/ (a menos que la precedan las letras ⟨s⟩, ⟨d⟩ o ⟨t⟩. Estos hablantes pronuncian la consonante ⟨v⟩ (no escrita como ⟨u⟩) como /v/ en lugar de la /w/ clásica. Al igual que en el latín clásico, las consonantes dobles se pronuncian con geminación.
La distinción en el latín clásico entre vocales largas y cortas se ignora, y en lugar de la 'mácron' o 'ápice' para marcar la vocal larga, se utiliza un acento agudo para el énfasis. La primera sílaba de las palabras de dos sílabas se enfatiza; en palabras más largas, se coloca un acento agudo sobre la vocal enfatizada: adorémus ('adoremos'); Dómini ('del Señor').

## Materiales de aprendizaje
El texto completo de la Biblia en latín, la Vulgata revisada, aparece en Nova Vulgata – Bibliorum Sacrorum Editio. New Advent ofrece la Biblia completa en la versión Douay, verso por verso, junto con la Vulgata latina de cada verso.
En 1976, el papa Pablo VI estableció la Fundación Latinitas (Opus Fundatum Latinitas en latín) para promover el estudio y uso del latín, con sede en la Ciudad del Vaticano. La fundación publica una revista trimestral en latín y también publicó un Lexicon Recentis Latinitatis de 15,000 palabras, un diccionario italiano-latín para términos modernos, como bicicleta (birota), cigarrillo (fistula nicotiana), computadora (instrumentum computatorium), vaquero (armentarius), motel (deversorium autocineticum), champú (capitilavium), huelga (operistitium), terrorista (tromocrates), marca registrada (ergasterii nota), persona desempleada (invite otiosus), vals (chorea Vindobonensis) e incluso minifalda (tunicula minima) y pantalones cortos (brevissimae bracae femineae). Unos 600 de estos términos extraídos del libro aparecen en una página del sitio web del Vaticano. La Fundación Latinitas fue reemplazada por la Pontificia Academia de Latinidad (en latín: Pontificia Academia Latinitatis) en 2012.

## Uso actual
El latín sigue siendo un idioma frecuentemente usado por la Santa Sede y en los ritos litúrgicos latinos de la Iglesia católica. Hasta la década de 1960 y aún después en colegios romanos como el gregoriano, los sacerdotes católicos estudiaban teología usando libros en latín, y la enseñanza en muchos seminarios también era en latín, considerado como la lengua de los Padres de la Iglesia. Sin embargo, el uso del latín en la enseñanza y la investigación teológica ha disminuido. Aun así, el derecho canónico requiere que la formación en seminarios incluya una capacitación completa en latín, «aunque el uso del latín en los seminarios y universidades pontificias ha disminuido hasta casi extinguirse». El latín aún fue hablado en reuniones internacionales de líderes católicos, como el Concilio Vaticano II, y se usa en los cónclaves para elegir a un nuevo papa. La Décima Asamblea General Ordinaria del Sínodo de los Obispos en 2004 fue la más reciente en contar con un grupo de discusión en latín.
Aunque el latín es la lengua litúrgica tradicional de la Iglesia occidental (latina), el uso litúrgico del vernáculo ha predominado desde las reformas litúrgicas que siguieron al Concilio Vaticano II: la ley litúrgica de la Iglesia latina establece que la Misa puede celebrarse en latín o en otra lengua en la que los textos litúrgicos, traducidos del latín, hayan sido legítimamente aprobados. El permiso otorgado para el uso continuado de la misa tridentina en su forma de 1962 autoriza el uso de la lengua vernácula en la proclamación de las lecturas de las Escrituras después de ser leídas primero en latín.
En las iglesias protestantes históricas, como la Comunión anglicana y las iglesias luteranas, el latín eclesiástico se emplea ocasionalmente en celebraciones cantadas de la misa.